# Alcañiz
Alcañiz – miasto w Hiszpanii, w regionie autonomicznym Aragonii. W 2020 liczyło 16.055 mieszkańców. Jest stolicą regionu Dolnej Aragonii i miastem motoru. Miasto okala rzeka Guadalope.	 

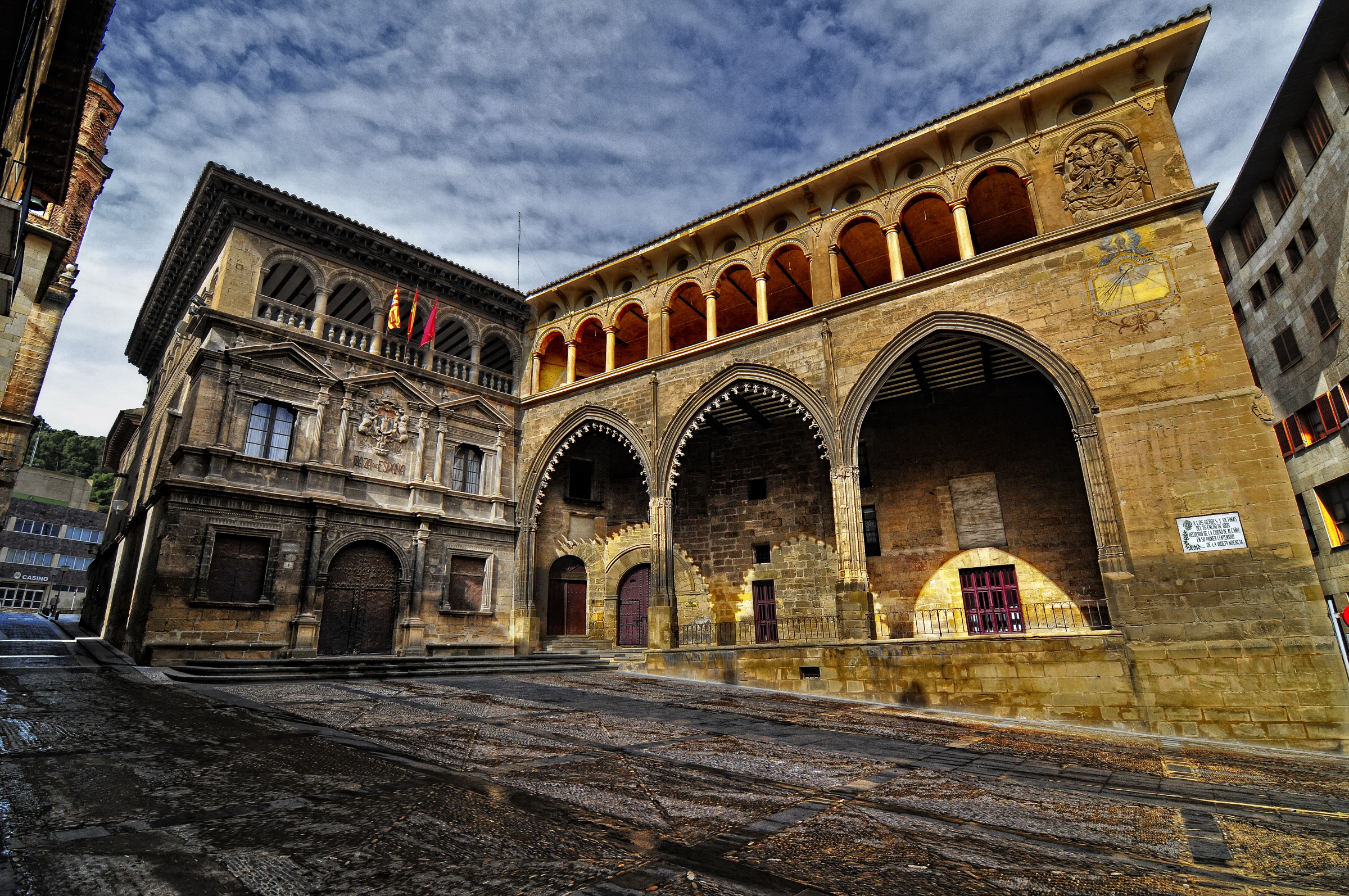
Hiszpański Plac, Alcañiz.

## Historia
Miasto (pueblo) zostało zajęte przez Arabów od VIII do XII w. W roku 1157 zostało odzyskane przez chrześcijan. W 1179 Alfons II Aragoński podarował zamek w Alcañiz Zakonowi z Kalatrawy jako wynagrodzenie za służbę przy Rekonkwiście pozostając do 1526 pod ich zarządem.
W 1411 po śmierci króla Martina I Ludzkiego bez potomstwa, szlachta aragońska zgromadziła się w Alcañiz, by ustalić kto musi wybrać nowego króla, gdzie i kiedy. Dzięki tej zgodzie, nazwanej Concordia z Alcañiz kilka miesięcy późnej w mieście Caspe został wybrany na króla Ferdynand z Antequera. Dzięki temu wyborowi unikała się wojna domowa między królestwami Korony Aragonii. Mieszkańcy Alcañiz aktywnie uczestniczyli w zaspokojeniu buntowania Katalonii w 1640, dodając ludzi i pieniędzy. Król Filip IV wynagrodził Alcañiz wręczając mu prawa miejskie w 1652 roku. Podczas wojen napoleońskich, karlisty i wojny domowy w Hiszpanii w tym mieście odbyły się zaciekłe walki.

## Miasta partnerskie
- Tortosa, Hiszpania
- Awinion, Francja
- Vinaròs, Hiszpania
- Bystrzyca Kłodzka, Polska